# تومي ديفيدسون
توماس ديفيدسون (بالإنجليزية: Tommy Davidson)‏ (ولد في 10 نوفمبر 1963) ممثل ستاند آب كوميدي سينمائي وتلفزيوني أمريكي.

## روابط خارجية
- تومي ديفيدسون على موقع IMDb (الإنجليزية)
- تومي ديفيدسون على موقع ألو سيني (الفرنسية)
- تومي ديفيدسون على موقع ميوزك برينز (الإنجليزية)
- تومي ديفيدسون على موقع أول موفي (الإنجليزية)
- تومي ديفيدسون على موقع قاعدة بيانات الأفلام السويدية (السويدية)
- تومي ديفيدسون على موقع إن إن دي بي (الإنجليزية)
- تومي ديفيدسون على موقع قاعدة بيانات الفيلم (الإنجليزية)
- تومي ديفيدسون على موقع كينوبويسك (الروسية)